# Sooryavanshi
Série Cop Universe
Simmba
(2018) Singham Again
(2024)
Pour plus de détails, voir Fiche technique et Distribution.
Sooryavanshi est un film dramatique d'action indien en langue hindi de 2021 écrit et réalisé par Rohit Shetty dans ses débuts d'écrivain et produit par Reliance Entertainment, Rohit Shetty Picturez, Dharma Productions et Cape of Good Films. C'est le quatrième volet de Cop Universe
Le film met en vedette Akshay Kumar dans le rôle principal, avec Ajay Devgn et Ranveer Singh revenant dans le rôle de Singham et Simmba dans des rôles de caméo. Katrina Kaif, Jaaved Jaaferi, Vivan Bhatena, Niharica Raizada, Jackie Shroff, Gulshan Grover, Nikitin Dheer, Sikandar Kher, Abhimanyu Singh et Kumud Mishra apparaissent dans des rôles de soutien essentiels. Le personnage de Kumar a été annoncé vers la fin de Simmba, ce qui a servi d'introduction au personnage.

## Synopsis
Lors des attentats de Mumbai en 1993, Veer « Surya » Sooryavanshi perd ses parents, ce qui le motive à devenir officier de l'IPS. Des années plus tard, Bilal Ahmed, le cerveau des attentats, s'échappe d'Inde et cherche refuge auprès du redoutable terroriste Omar Hafeez au POK au Pakistan, alors qu'ils commencent à planifier d'autres attaques de ce type. Les fils d'Omar, Riyaaz Hafeez et Raza Hafeez, reviennent de Londres, abandonnant leurs études, après avoir entendu la nouvelle de la mort de leur frère aîné, officier de l'armée pakistanaise, tué par des soldats indiens pendant la guerre de Kargil; en réponse, ils ont formé un réseau de cellules dormantes composé de 40 terroristes, qui se font passer pour des Indiens, dans le but de mener davantage d'attentats à la bombe après les attentats de Mumbai en 2008. Surya, qui est maintenant le chef du DCP et de l'ATS, planifie une opération à Jaisalmer et parvient à kidnapper Riyaaz, qui cachait son identité de propriétaire de restaurant Rajbir Rathod.
L'officier supérieur de Surya, le commandant en chef Kabir Shroff, qui était la seule personne capable de résoudre complètement l'affaire, révèle qu'une tonne entière de RDX a été amenée en Inde, dont 400 kg ont été utilisés lors des attentats de 1993 et les 600 kg restants sont toujours enterrés quelque part dans le pays. Surya prévoit d'attraper les membres restants de la cellule dormante, tout en essayant de se réconcilier avec son ex-femme, le Dr Riya Gupta, avec qui il s'est séparé lorsque son fils a été abattu alors qu'il attrapait un criminel recherché, mais en vain. Surya rencontre le prêtre musulman Kader Usmani, qui est en fait un terroriste et le complice de Bilal. Usmani rencontre Bilal, dont la résidence à Sawantwadi abrite les 600 kg de RDX recherchés. Ils retirent le RDX enterré et se préparent pour les prochains attentats. Bilal atteint Mumbai en utilisant une fausse identité avec l'aide du chauffeur de taxi John Mascarenhas, qui part pour Bangkok.
Surya attrape Bilal, qui avoue avoir commis les attentats à la bombe pour se venger de sa famille tuée lors des émeutes de 1993 et se tire une balle dans la tête. Omar Hafiz, après avoir appris la mort de Bilal, envoie son fils cadet Raza donner un passeport sri-lankais pour se venger de la mort de Bilal et terminer les affaires inachevées. Plus tard, John est appréhendé à Bangkok après une longue course-poursuite entre lui et Surya, qui apprend que les bombes ont été fabriquées par un autre membre de la cellule dormante. Usmani et John sont arrêtés ; Surya prévoit de faire semblant de torturer les filles d'Usmani pour le faire avouer. Usmani révèle finalement que Riyaaz le rencontrera à la résidence de son assistant Rafique. Une bombe suicidaire placée là-bas tue Usmani, dont la fille aînée aide à identifier le fabricant de bombes Vivek alias Mukhtar Ansari qui est également le fils du bras droit d'Omar Hafiz, qui se cache à Shivgad. Surya envoie l'inspecteur Sangram "Simmba" Bhalerao pour l'arrêter.
Simmba dit à Surya que 7 bombes doivent être placées à 7 endroits à Mumbai. Riyaaz s'échappe avec l'aide de Raza et il est révélé que le siège de l'ATS serait également bombardé. Surya et son équipe font appel aux NSG et aux hélicoptères de l'armée de l'air indienne pour extrader en toute sécurité les bombes par hélicoptère et les bombardements échouent. Cependant, Riyaaz et son équipe utilisent Riya comme kamikaze pour attaquer le siège de l'ATS en gardant Surya, Simmba et les autres policiers en otages. L'ami de Surya, le DCP Bajirao Singham, arrive et ils désamorcent la bombe enroulée autour de Ria, tout en tuant tous les terroristes. Ils capturent Mukhtar, Riyaaz et son jeune frère Raza, avec Singham avertissant Omar qu'il va l'éliminer. Acculés pour être arrêtés, les frères se moquent de Singham, Simmba et Surya en leur disant qu'ils sont en Inde depuis de nombreuses années comme cellules dormantes, qu'ils ont perpétré plusieurs attaques à Mumbai et que la police ne peut pas leur faire de mal. Furieux, Singham, Simmba et Surya les abattent, rétablissant ainsi la paix à Mumbai.

## Fiche technique
- Titre original : Sooryavanshi
- Langue : Hindi
- Réalisateur : Rohit Shetty
- Pays de production :  Inde
- Dates de sortie :
  - Inde : 5 novembre 2021
  - France : 6 novembre 2021
- Durée : 145 min

## Distribution
- Akshay Kumar : DCP Veer Sooryavanshi, chef de l'ATS
- Katrina Kaif : Dr. Ria Sooryavanshi (née Gupta)
- Ajay Devgn : DCP Bajirao Singham (apparition en caméo)
- Ranveer Singh : ACP Sangram "Simmba" Bhalerao (apparition en camée)
- Siddhartha Jadhav : Inspecteur principal Santosh Tawde, collègue officier de Simmba (apparition en camée)
- Jaaved Jaffrey : Commissaire adjoint de police Kabir Shroff
- Jackie Shroff : Omar Hafeez, chef du Lashkar et terroriste
- Vivan Bhatena : Inspecteur principal Vivaan Singh
- Niharica Raizada : Inspecteur principal Tara Manchandani
- Haelyn Shastri : Inspecteur principal Malvika Gupta
- Gulshan Grover : Maulana Kader Usmani
- Abhimanyu Singh : Riyaaz Hafeez / Rajbir Rathod

## Production

### Développement
Sooryavanshi a été annoncé en décembre 2018 via des scènes post-crédit de Simmba. Les premières affiches mettant en vedette Akshay Kumar ont été dévoilées en mars 2019. Contrairement aux entrées précédentes de la série, Sooryavanshi n'est basé sur aucune œuvre existante, mais est une histoire originale. Le scénarisation du film a commencé à Goa en 2019.